# SMS Yorck
Lo SMS Yorck fu un incrociatore corazzato della Kaiserliche Marine, la marina imperiale tedesca, costruito agli inizi del ventesimo secolo, prima dell'inizio della prima guerra mondiale.
Apparteneva alla classe Roon ed entrò in servizio già obsoleto. La nave fu battezzata in onore del Generalfeldmarschall Ludwig Yorck von Wartenburg.
Il Yorck fece parte del I. Aufklärungsgruppe (1º Gruppo da ricognizione) durante la prima guerra mondiale, partecipando alle azioni della flotta tedesca. Presente nelle azioni di bombardamento della costa inglese, fu affondato da mine tedesche dopo il bombardamento di Yarmouth il 4 novembre 1914.

## Costruzione
La classe Roon fu una delle ultime propulse da macchine a tripla espansione, mentre già si affermavano le turbine, e di conseguenza venne costruita con un obiettivo di velocità massima di 21 nodi. I 4 tubi lanciasiluri puntavano uno avanti, uno dietro e due ai lati.

## Servizio
La nave svolse servizio per soli sette anni, e nel maggio 1913 venne posta in riserva, ed il suo equipaggio trasferito sull'allora nuovissimo incrociatore da battaglia SMS Seydlitz. Venne riattivata allo scoppio della prima guerra mondiale
Il 2 novembre 1914, la Moltke, con la Seydlitz ammiraglia di Hipper, la Von der Tann, e la Blücher, insieme a quattro incrociatori leggeri, lasciarono l'estuario dello Jade e si diressero verso la costa inglese. La flottiglia arrivò al largo di Great Yarmouth all'alba del giorno seguente e bombardò le installazioni portuali, mentre l'incrociatore leggero Stralsund posava un campo minato. Il sommergibile britannico HMS D5 cercò di reagire all'attacco ma urtò una mina posizionata dallo Stralsund ed affondò. Dopo un breve bombardamento, Hipper ordinò alle sue navi di ritirarsi. Mentre rientravano, si formò una fitta nebbia nel golfo di Helgoland, così fu ordinato alle navi di fermarsi in attesa di una migliore visibilità necessaria per navigare attraverso i campi minati difensivi. L'incrociatore corazzato SMS Yorck lasciò la squadra senza permesso e mentre era sulla rotta per Wilhelmshaven fece un errore di navigazione e incappò in un campo minato tedesco. Lo Yorck urtò due mine ed affondò rapidamente; La nave da difesa costiera SMS Hagen riuscì a salvare 127 marinai dell'equipaggio.